# Bonnhof

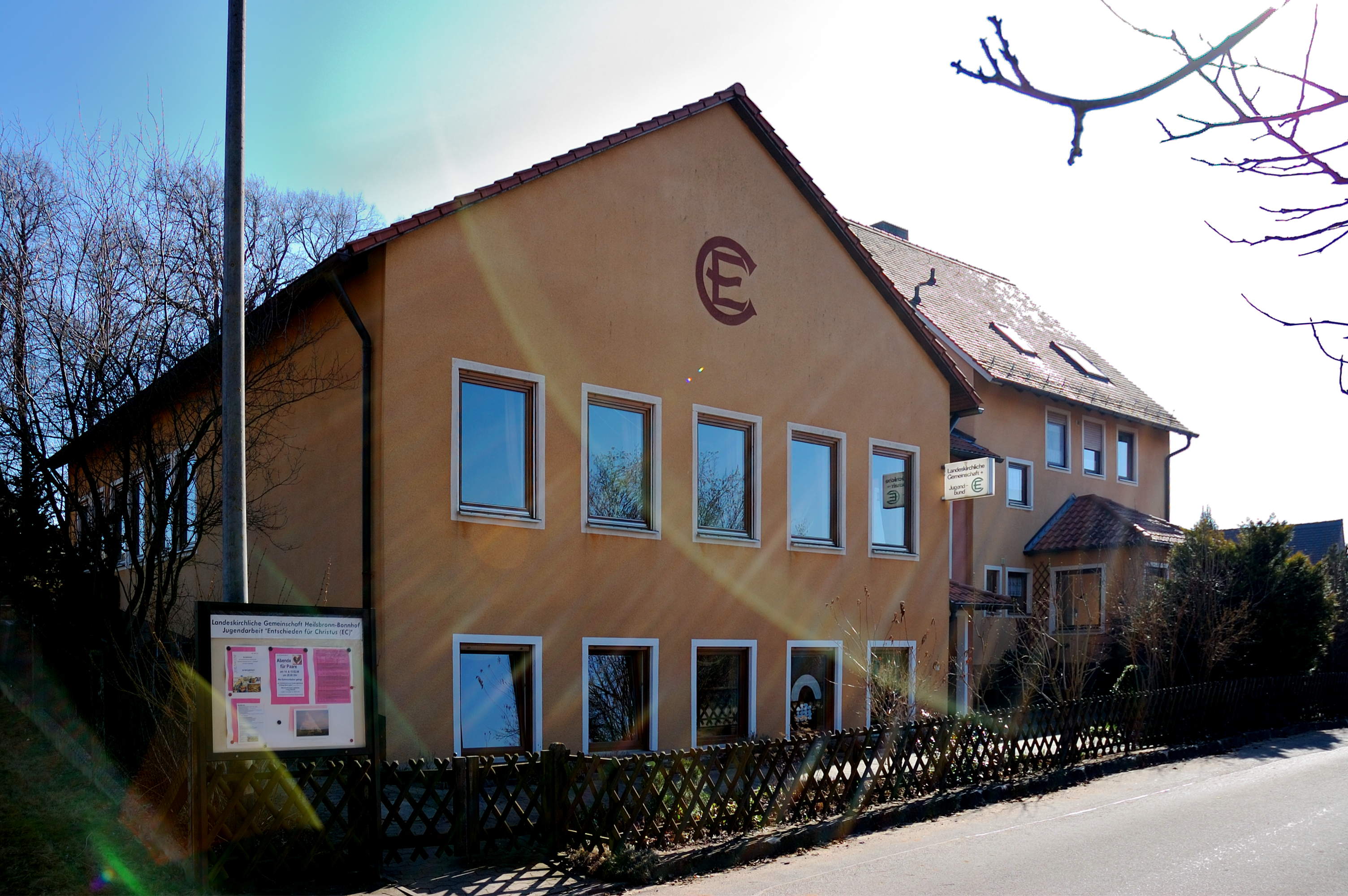
Gemeindehaus der Landeskirchlichen Gemeinschaft Bonnhof

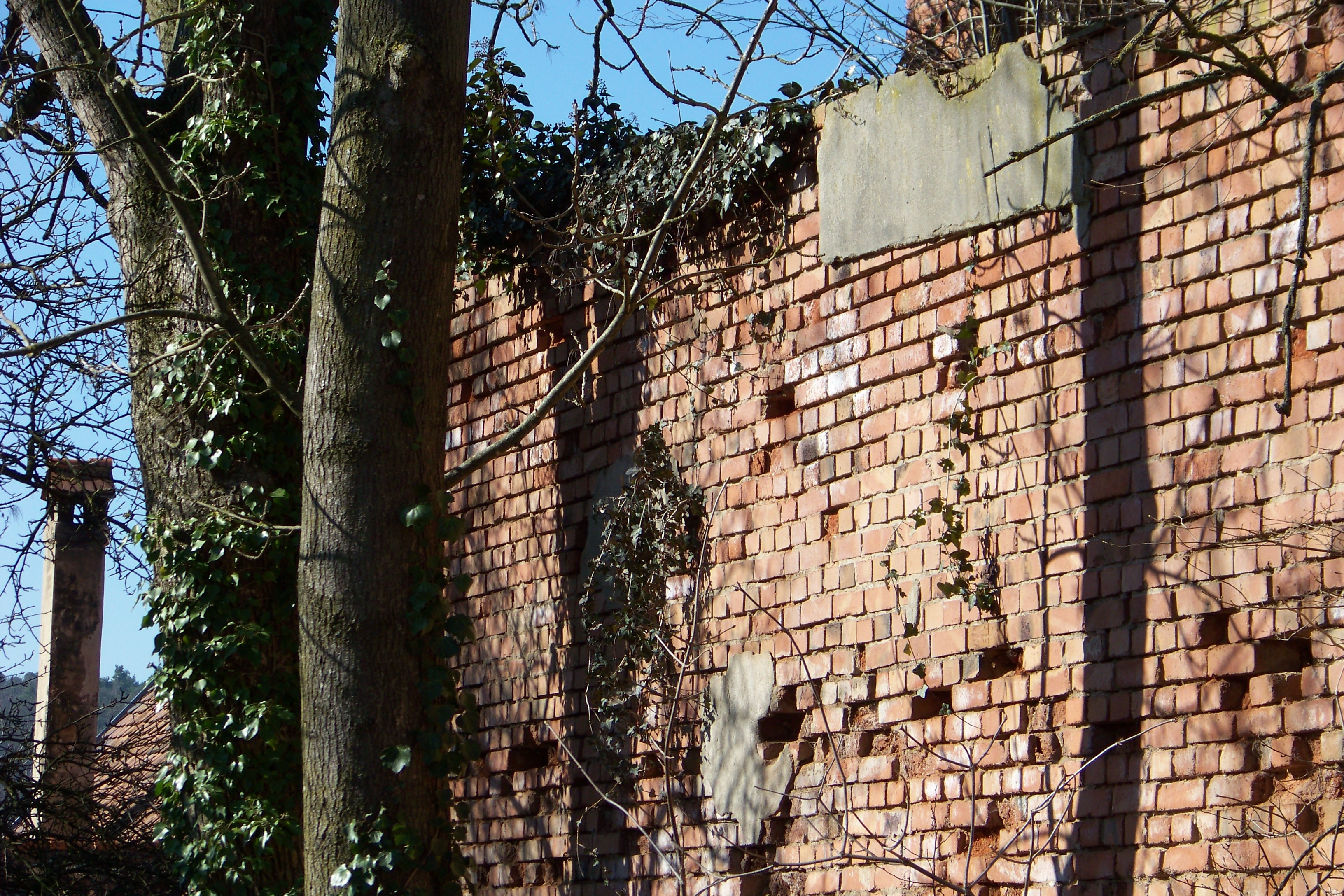
Ehemaliger Eiskeller der Brauerei

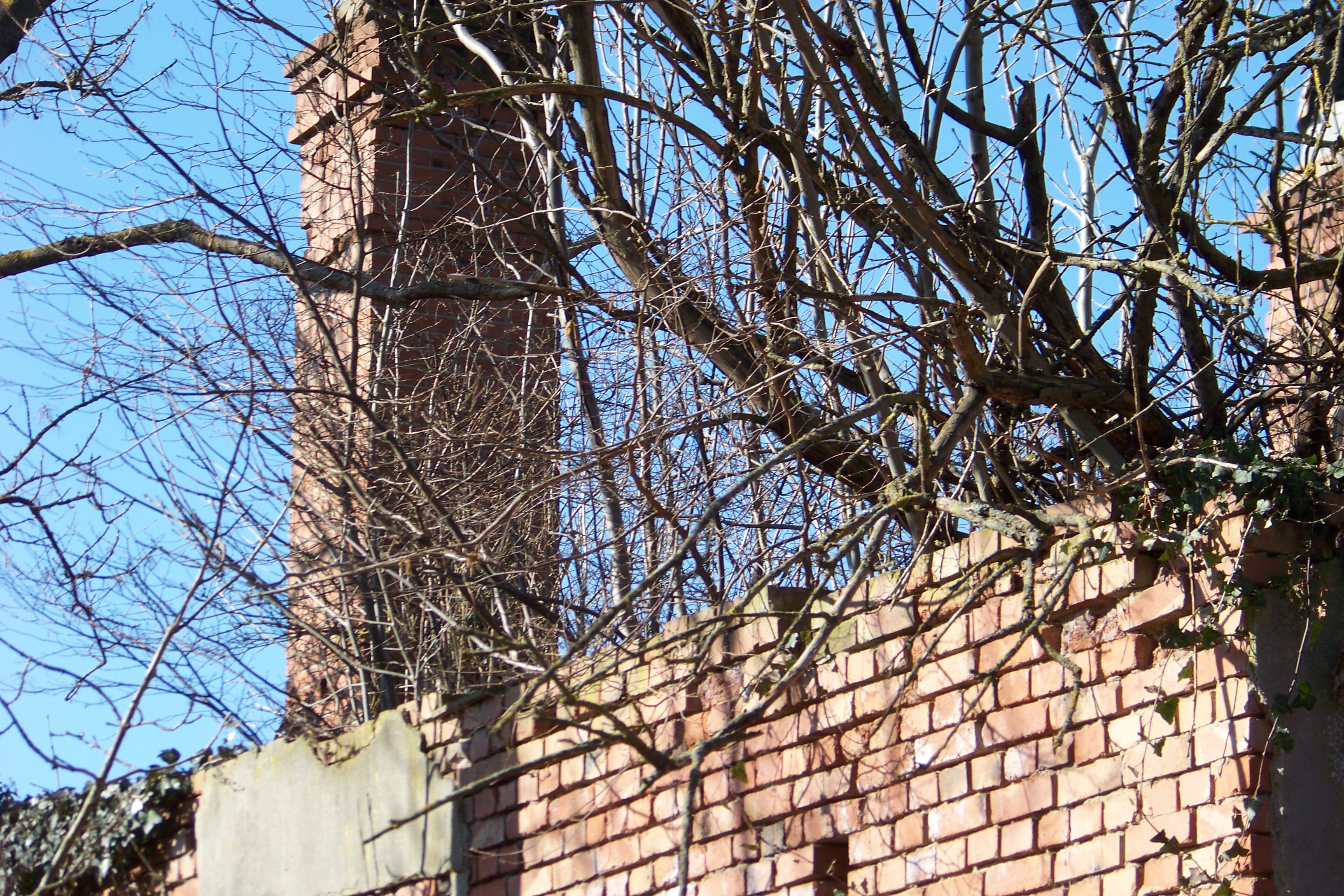
Alter Kamin der Brauerei

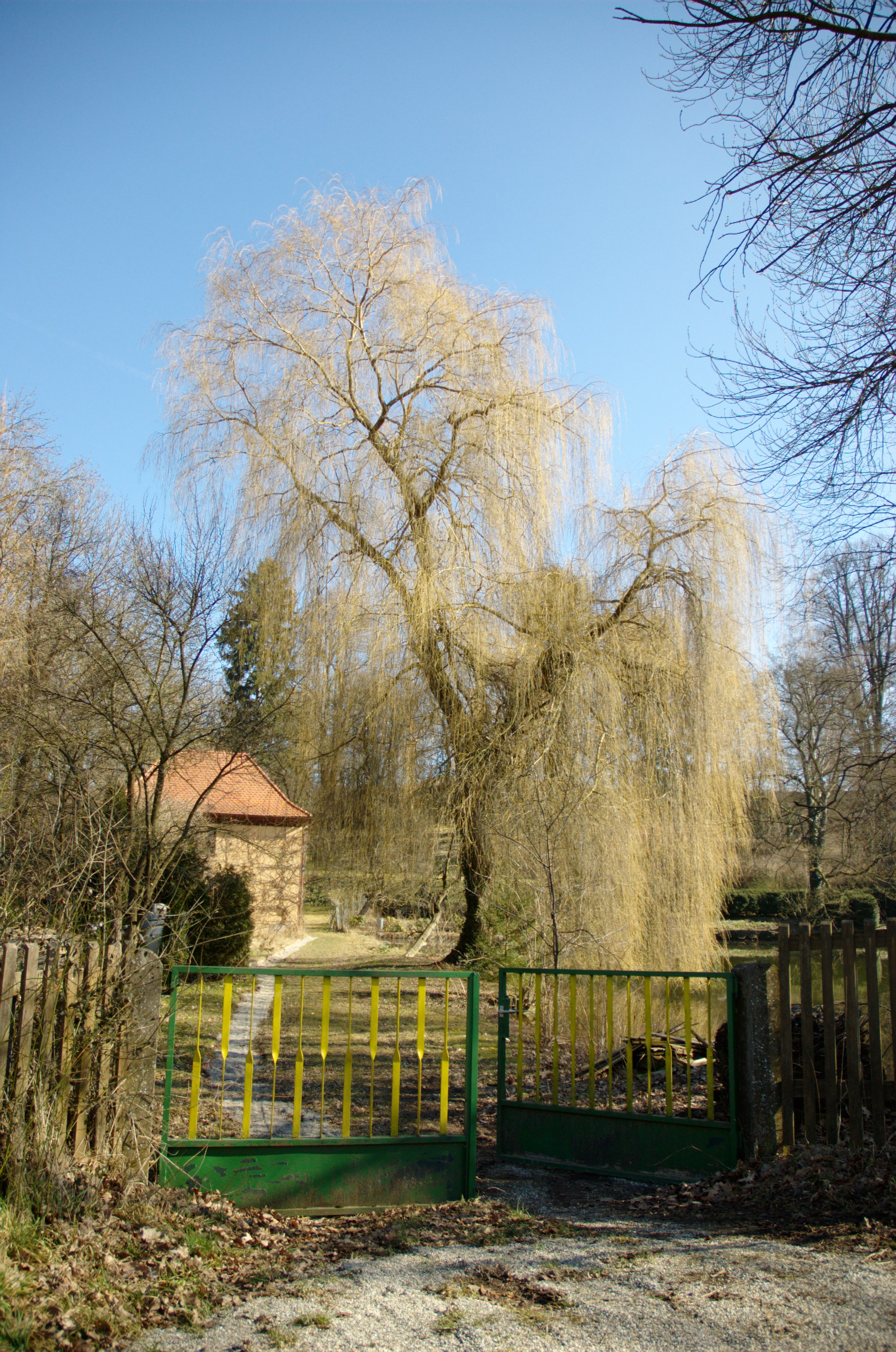
Trauerweide in Bonnhof

Bonnhof (fränkisch: Ba-huhf) ist ein Gemeindeteil der Stadt Heilsbronn im Landkreis Ansbach (Mittelfranken, Bayern). Die Gemarkung Bonnhof hat eine Fläche von 8,108 km². Sie ist in 756 Flurstücke aufgeteilt, die eine durchschnittliche Fläche von 10.724,73 m² haben. In ihr liegt neben dem namensgebenden Ort der Gemeindeteil Gottmannsdorf.

## Geografie
Das Dorf liegt in einem Tal, in dem der Böllingsdorfer Bach entspringt, der dann mit weiteren Bächen zu einem rechten Zufluss der Bibert zusammenfließt, der zuletzt Weihersmühlbach genannt wird. Unmittelbar nördlich erhebt sich der Weinberg (408 m ü. NHN), 0,75 km westlich liegt der Lämmerberg. Im Südwesten schließt sich das Waldgebiet Birkenlohe an.
Die Staatsstraße 2410 führt nach Heilsbronn zu einer Anschlussstelle der B 14 (2 km südlich) bzw. nach Böllingsdorf-Bürglein (2 km nördlich). Die Kreisstraße AN 24 verbindet den Ort mit Betzendorf (2,5 km nordwestlich) und eine Gemeindeverbindungsstraße mit Gottmannsdorf (2,7 km östlich).

## Geschichte
Im Jahre 1142 wurde der Ort als „Bonendorf“ erstmals urkundlich erwähnt. Das Bestimmungswort des Ortsnamens ist der Personenname Bono, der als Gründer des Ortes anzunehmen ist. Zu dieser Zeit war der Ort bereits im Besitz des Klosters Heilsbronn. 1144 wurde der Ort als „Curia fabae“ – lat. für Bohnenhof – bezeichnet, der Personenname war offensichtlich zu diesem Zeitpunkt nicht mehr geläufig und wurde als Bohne missgedeutet. Ab 1469 ist die Form „Bonhoff“ belegt. Die Änderung des Grundwortes steht im Zusammenhang mit der Zusammenlegung sämtlicher Güter zu einem Einzelhof, wie sie bei Zisterzienserklöstern üblich war (s. Grangie).
In Bonnhof gab es über Jahrhunderte ein Schloss (Burgstall Bonnhof), das Sitz einer Propstei des Heilsbronner Klosters war. Die Propstei war mit Gütern in 76 Orten die größte und bedeutendste der fünf Propsteien des Klosters. Außerdem gab es dort 100 Morgen Weinberge, womit es von der Fläche her das größte Weinbaugebiet in Mittelfranken war. Nach der Klosterzeit wechselte das Schloss oft seine Besitzer, heute ist nur noch die Glocke der Schlosskapelle vorhanden.
Im 16-Punkte-Bericht des Klosteramts Heilsbronn aus dem Jahr 1608 wurden für Bonnhof nur die 15 Mannschaften verzeichnet, die das Kastenamt Bonnhof als Grundherrn hatten (6 Bauern, 9 Köbler). Die Mannschaften anderer Grundherren wurden nicht aufgelistet. Das Hochgericht übte das brandenburg-ansbachische Kasten- und Stadtvogteiamt Windsbach aus. Im Dreißigjährigen Krieg wurden von den 15 heilsbronnischen Anwesen fünf niedergebrannt, zehn Anwesen blieben während des ganzen Krieges bewohnt.
Gegen Ende des 18. Jahrhunderts gab es in Bonnhof 22 Anwesen. Das Hochgericht übte über die brandenburg-bayreuthischen Untertanen das Stadtvogteiamt Markt Erlbach im begrenzten Umfang aus, über die brandenburg-ansbachischen das Richteramt Roßtal. Die Dorf- und Gemeindeherrschaft hatte das brandenburg-bayreuthische Kastenamt Bonnhof. Grundherren waren das Kastenamt Bonnhof (20 Anwesen: 1 Schlösslein, 3 Höfe, 3 Halbhöfe, 2 Wirtshäuser, 6 Güter, 1 Schmiede, 4 Häuser, Gemeindeschulhaus), das brandenburg-ansbachische Kastenamt Cadolzburg (1 Wildmeisterwohnung) und der Nürnberger Eigenherr von Tucher (1 Gut). Von 1797 bis 1808 unterstand der Ort dem Justiz- und Kammeramt Cadolzburg. Es gab zu dieser Zeit 18 Untertansfamilien.
1806 kam Bonnhof an das Königreich Bayern. Im Rahmen des Gemeindeedikts wurde Bonnhof dem 1808 gebildeten Steuerdistrikt Bürglein und der 1810 gegründeten Ruralgemeinde Bürglein zugeordnet. Mit dem Zweiten Gemeindeedikt (1818) entstand die Ruralgemeinde Bonnhof, zu der Gottmannsdorf gehörte. Sie war in Verwaltung und Gerichtsbarkeit dem Landgericht Heilsbronn zugeordnet und in der Finanzverwaltung dem Rentamt Windsbach. Von 1862 bis 1879 gehörte Bonnhof zum Bezirksamt Heilsbronn, ab 1880 zum Bezirksamt Ansbach (1939 in Landkreis Ansbach umbenannt) und zum Rentamt Heilsbronn (1919–1929: Finanzamt Heilsbronn, seit 1929: Finanzamt Ansbach). Die Gerichtsbarkeit blieb beim Landgericht Heilsbronn (1879 in Amtsgericht Heilsbronn umbenannt), seit 1956 ist das Amtsgericht Ansbach zuständig. Die Gemeinde hatte 1964 eine Gebietsfläche von 8,105 km².
Nach dem Zweiten Weltkrieg ließen sich viele Sudetendeutsche Siedler im südlichen Teil des Dorfes nieder, was zu einer Teilung des Dorfes in einem alten, bäuerlichen Teil und einem Siedlungsteil führte. Am 1. Januar 1972 wurde Bonnhof im Zuge der Gebietsreform in Bayern nach Heilsbronn eingemeindet.
Ende der 1990er wurde in Richtung Süden ein größeres Baugebiet ausgewiesen. Dadurch ist die Einwohnerzahl deutlich angestiegen.

### Bau- und Bodendenkmäler
In Bonnhof gibt es fünf Baudenkmäler und ein Bodendenkmal:
- Burgstall einer ehemaligen Wasserburg (Propstei von Kloster Heilsbronn), Wassergraben zum Teil erhalten, ebenso der Keller, jetzt zum Anwesen Haus Nr. 3 gehörend
- Bürgleiner Straße 22: an der Nordseite Inschriftplatte mit Akanthuszier, bezeichnet 1706 für den Bauherrn Georg Humbser. Dreigeschossiger, zum Teil Fachwerk-Bau mit Satteldach, ehemals zum Schloss gehörend, im 19. Jahrhundert zum Teil verändert
- Bürgleiner Straße 24: Zweigeschossiger Bau des späten 17. Jahrhunderts mit Satteldach, Erdgeschoss aus Quadersteinen, Obergeschoss Fachwerk, an der Nordseite zweigeschossige Lauben mit Balusterbrüstung; an der Südseite Stichbogenportal mit Kämpfer und Schlusssteinmaske hinter einer auf zwei Säulen vorgezogenen Eingangslaube. – Kleines Fischhaus am Weiher, ehemalige Mühle, jetzt Gemeindehaus: zweigeschossiger Fachwerkbau mit Walmdach und Außentreppe, 17./18. Jahrhundert
- Bürgleiner Straße 26: Zehntscheune des 18. Jahrhunderts, teils Bruchstein-, teils Fachwerkbau mit Satteldach
- Zum Weinberg 2: Ehemaliges markgräfliches Forst- und Jagdhaus des 18. Jahrhunderts. Zweigeschossiger Sandsteinquaderbau mit Mittelrisalit, Fugenschnitt und Krüppelwalm. Innen Treppenhaus mit durchbrochener Brüstung sowie Kachelofen. Scheune, zur gleichen Zeit erbaut, eingeschossig, Fachwerk mit Krüppelwalm.
- Kellerhaus

### Einwohnerentwicklung
Gemeinde Bonnhof
| Jahr      | 1818   | 1840   | 1852   | 1855   | 1861   | 1867   | 1871   | 1875   | 1880   | 1885   | 1890   | 1895   | 1900   | 1905   | 1910   | 1919   | 1925   | 1933   | 1939   | 1946   | 1950   | 1952   | 1961   | 1970   |
| Einwohner | 228    | 284    | 294    | 296    | 323    | 312    | 297    | 290    | 278    | 268    | 261    | 262    | 269    | 266    | 271    | 272    | 281    | 281    | 278    | 448    | 491    | 440    | 482    | 464    |
| Häuser    | 43     | 43     |        |        |        |        | 45     |        |        | 53     | 48     |        | 50     |        |        |        | 54     |        |        |        | 53     |        | 83     |        |
| Quelle    | [ 22 ] | [ 23 ] | [ 24 ] | [ 24 ] | [ 25 ] | [ 26 ] | [ 27 ] | [ 28 ] | [ 29 ] | [ 30 ] | [ 31 ] | [ 32 ] | [ 33 ] | [ 32 ] | [ 34 ] | [ 32 ] | [ 35 ] | [ 32 ] | [ 32 ] | [ 32 ] | [ 36 ] | [ 32 ] | [ 17 ] | [ 37 ] |

Ort Bonnhof
| Jahr      | 001818 | 001840 | 001861 | 001871 | 001885 | 001900 | 001925 | 001950 | 001961 | 001970 | 001987 | 002007 | 002016 |
| Einwohner | 154    | 163    | 194    | 175    | 145    | 157    | 154    | 324    | 363    | 406    | 398    | 542    | 483    |
| Häuser    | 31     | 27     |        |        | 31     | 28     | 28     | 30     | 59     |        | 108    |        |        |
| Quelle    | [ 22 ] | [ 23 ] | [ 25 ] | [ 27 ] | [ 30 ] | [ 33 ] | [ 35 ] | [ 36 ] | [ 17 ] | [ 37 ] | [ 38 ] |        | [ 1 ]  |

## Religion
Bonnhof ist seit der Reformation evangelisch-lutherisch geprägt und bis heute nach St. Johannes (Bürglein) gepfarrt. Die Einwohner römisch-katholischer Konfession sind nach Unsere Liebe Frau (Heilsbronn) gepfarrt. Seit 1929 gibt es die Landeskirchliche Gemeinschaft Bonnhof.